# Нантакет (переписна місцевість, Массачусетс)
Нантакет (англ. Nantucket) — переписна місцевість (CDP) в США, в окрузі Нантакет штату Массачусетс. Населення — 10 166 осіб (2020).

## Географія
Нантакет розташований за координатами 41°16′25″ пн. ш. 70°5′46″ зх. д. / 41.27361° пн. ш. 70.09611° зх. д. (41.273642, -70.096101).  За даними Бюро перепису населення США в 2010 році переписна місцевість мала площу 17,67 км², з яких 15,05 км² — суходіл та 2,63 км² — водойми.

## Демографія
Згідно з переписом 2010 року, у переписній місцевості мешкало 7446 осіб у 3033 домогосподарствах у складі 1693 родин. Густота населення становила 421 особа/км².  Було 6554 помешкання (371/км²). 
Расовий склад населення:
| - 86,1 % — білих - 7,6 % — чорних або афроамериканців - 1,4 % — азіатів - 0,1 % — корінних американців - 3,0 % — осіб інших рас |

До двох чи більше рас належало 1,8 %. Іспаномовні складали 12,1 % від усіх жителів.
За віковим діапазоном населення розподілялося таким чином: 20,8 % — особи молодші 18 років, 68,5 % — особи у віці 18—64 років, 10,7 % — особи у віці 65 років та старші. Медіана віку мешканця становила 37,5 року. На 100 осіб жіночої статі у переписній місцевості припадало 107,3 чоловіків;  на 100 жінок у віці від 18 років та старших — 110,2 чоловіків також старших 18 років.
Середній дохід на одне домашнє господарство  становив 112 438 доларів США (медіана — 83 167), а середній дохід на одну сім'ю — 141 436 доларів (медіана — 108 772). Медіана доходів становила 48 889 доларів для чоловіків та 50 672 долари для жінок. За межею бідності перебувало 10,6 % осіб, у тому числі 11,0 % дітей у віці до 18 років та 10,7 % осіб у віці 65 років та старших.
Цивільне працевлаштоване населення становило 4501 особа. Основні галузі зайнятості: будівництво — 18,9 %, освіта, охорона здоров'я та соціальна допомога — 15,8 %, роздрібна торгівля — 15,0 %.